# Dischistus auripilus
Dischistus auripilus är en tvåvingeart som först beskrevs av Seguy 1930.  Dischistus auripilus ingår i släktet Dischistus och familjen svävflugor. Inga underarter finns listade i Catalogue of Life.